# 迷城 (哥伦比亚)
迷城（西班牙語：la Ciudad Perdida）是一座位于哥伦比亚圣玛尔塔雪山的城市遗迹。推测其建立于公元800年左右。
该遗址有169处傍山而设的梯田、阡陌交错的平铺路网和几座圆形广场（西班牙語：plaza）
前往遗址入口的仅有路径是穿过密林后，攀上林中的1200级石阶。

## 发现
1972年，一伙探宝贼（sepúlveda）在当地密林中有了不同寻常的发现，他们在射杀一只火鸡后回收猎物时，发现火鸡落在了一组直通山边的石阶上，循迹深入，可至一座被遗弃的城市，他们称之为“绿地狱”或者“宽场”。迷城就这样重新迎来了人烟，几年后“遗址的金制品、陶器，这些宝物都可见于黑市”。
在一名sepúlveda成员被杀害后，数个探宝贼团伙围绕迷城的宝物爆发火并，而这些宝物也在争夺中不再由Sepúlvedas控制，几经转手后流落各地。官方迟至数年后，才从关于当地有宝物存在的传闻中得知迷城的存在。最后，专业的考古学家团队于1976年抵达当地展开抢救，至1982年基本完成复原工作。在迷城所处的内华达山脉地区，仍有许多类似的城市遗址尚未发掘，而迷城是其中最具代表性的。如今，在光学雷达协助下，科研人员能够先人一步地发现这些失落的遗产，对这些遗址的研究也在逐步深入。

## 文化
当地阿鲁阿科、科吉、维瓦部落的人说，这个遗址广为人知前，他们就有定期参访迷城的惯例，并一直保守着这个秘密。他们以忒优纳（Teyuna）之名指代该地，并相信这里是他们的祖先建立起的文化群——马格达莱纳河流域伯利塔卡（Buritaca）河的泰罗纳文化之核心所在。该城由泰罗纳人建立，很可能在当时是该区域的政治与手工业中心，约有2000-8000人居住在此。科吉族❨或称勾其人Kogi❩是古泰罗纳人嫡系后裔之一，据他们所说，在西班牙征服者到来前，古泰罗纳人就已在此世代生活了上千年。
迷城的建筑年代介于9世纪至15世纪晚期之间，类似泰罗纳文化之聚落遍及圣玛尔塔雪山地区各处。即使他们被笼统地称作“泰罗纳人”，事实上他们是由若干个不同的更小组群构成，或在山间，或背山面海，地理位置与气候在该区域的丰富变化造就了这些聚落的多样生态，这些群体，或者政治实体，彼此之间通过贸易与劳动互相联系，这种共生关系在隔绝的区域中构成了一个微型的世界体系。约在15世纪中，古泰罗纳人在常年的贸易与冲突后，被迫远离今日所谓的迷城，直至西班牙人到来后被完全废弃。
当西班牙征服者在1514年登陆后开始掠夺时，泰罗纳人展现了他们作为战士的顽强气概，对侵略进行了长达近百年的抵抗，但最终仍不敌欧洲人的坚船利炮。
尽管遭受了非人待遇，在欧洲人最初登陆后的数年中，泰罗纳人仍然保有着部分自己原本的土地。事实上，泰罗纳人更像今日的勾其人，崇尚和平而非武力。勾其人深信平等与良善，他们在一生中会为每一个人，保护、耕作且回馈着土地。当欧洲征服者侵占了这些原住民的土地并定居时，海岸边捕鱼晒盐的原住民最先被他们虏掠为奴隶，而居住于山间的塔伊罗那人虽然尚未直接受到影响，但是他们依赖于滨海泰罗纳人在贸易中提供的海产与盐，当有被奴役的泰罗纳人逃亡至山间时，他们让他返回，带上黄金作为礼物，寄望能平抚欧洲人日益猖獗的敌对行为。欧洲人收下了黄金，但却并未如塔伊罗那人所愿，能与他们和平共处，停下凶狠进逼的步伐，反而变本加厉地侵犯原住民群体。欧洲人的背约让余下的塔伊罗那人意识到不能再继续坐以待毙，他们在最后的领地上对欧洲人的攻势奋力固守数年之久。然而最终忒优娜还是为泰罗纳人所废弃，他们完全流亡别处的确切年份已不可考，只留下今日的“迷城”遗址。今日当地原住民的村庄中仍可见殖民化所留下的痕迹。
在之后的漫长年月中，欧洲人掠夺了大量原住民制作的金制工艺品，其中许多仍可见于欧洲各地的博物馆，而原住民后裔：阿鲁阿科人、勾其人、堪夸莫人、奇米拉人、维瓦人，则无一能够留存这些祖先的遗产。勾其人——唯一自殖民时代起能始终远离近现代哥伦比亚国家的哥伦比亚原住民部族——在从最早的定居地流亡后，或多或少地传承了泰罗纳古文明的生活方式（但需要注意的是，在经历漫长岁月后，这些习惯都将不可避免的产生适应与改变）。虽然句其人能让我们洞察到500年前泰罗纳人在迷城的生活样子，但是不可否认，真正的泰罗纳文化早已成为了历史。句其人相信迷城下埋葬的一切，都为和平、和谐与世界的平衡作出了牺牲。在一位部落民学会西班牙语后，勾其人向哥伦比亚政府陈述了当地的状况，并表达了对祖先被侵占土地的权利诉求。幸运的是，得到了哥伦比亚政府的正面回应，而类似全球文化遗产基金会的组织也在帮助原住民应对所谓“年轻的兄弟们”（外界，对应了他们的自称“年长的兄弟”，这里特指非法干扰、犯罪）的危害。

## 相册

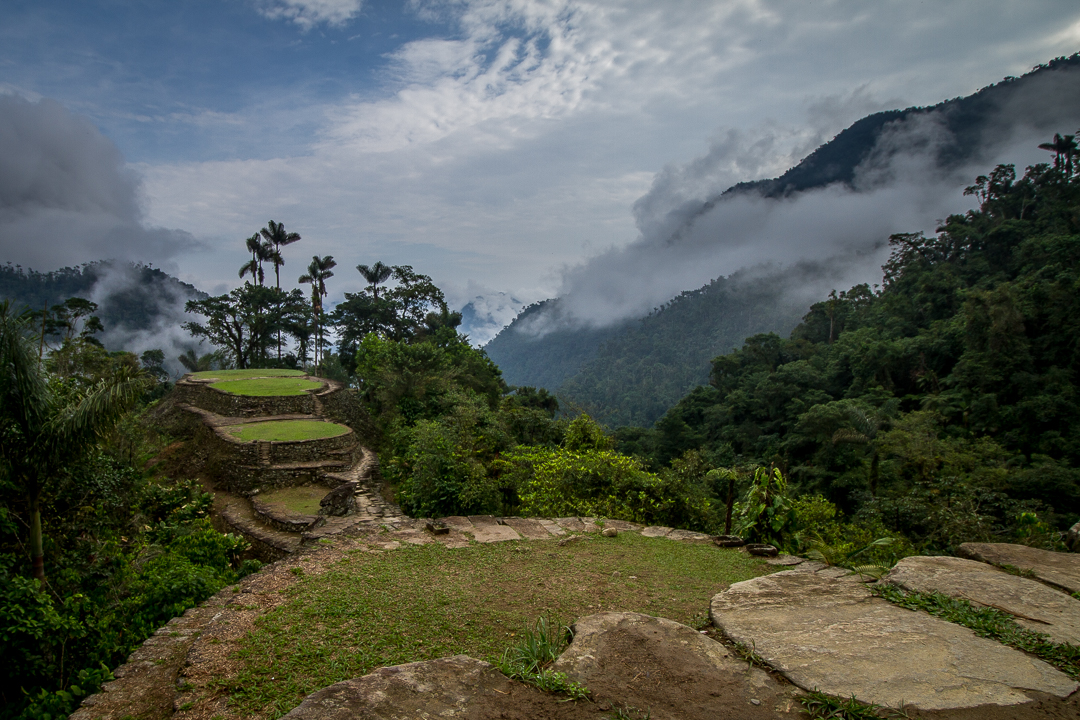
忒优娜今貌
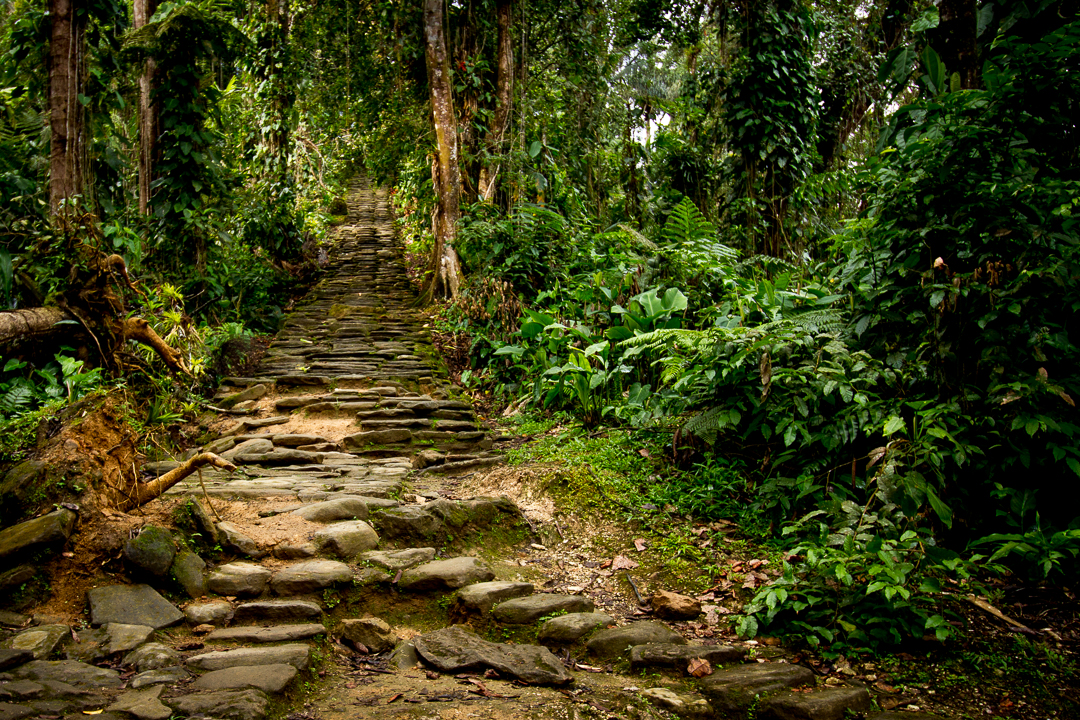
通往迷城的石阶
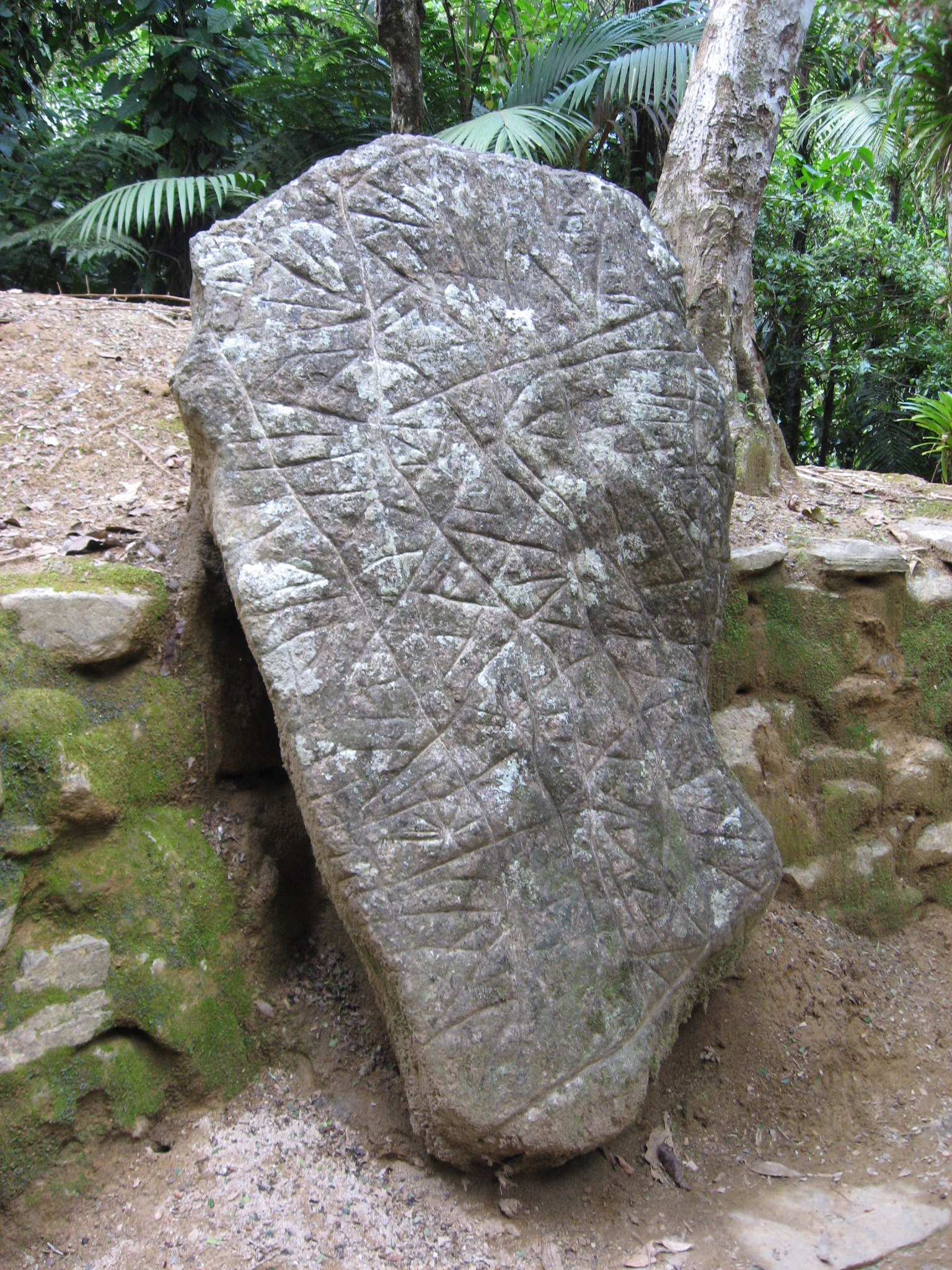
遗迹中竖立在路旁的一块大石，据说上面所刻划痕为迷城的地图

## 外部連結
- La Ciudad Perdida (the Lost City) （页面存档备份，存于）